# رالف لويس
رالف لويس (بالإنجليزية: Ralph Lewis)‏ هو ممثل أمريكي، ولد في 8 أكتوبر 1872 في الولايات المتحدة، وتوفي في 4 ديسمبر 1937 بلوس أنجلوس في الولايات المتحدة بسبب حادث مرور.

## أعمال

### أفلام
- (1915) ولادة أمة
- (1921) القوة القاهرة
- (1936) سان فرانسيسكو

## وصلات خارجية
- رالف لويس على موقع IMDb (الإنجليزية)
- رالف لويس على موقع ألو سيني (الفرنسية)
- رالف لويس على موقع أول موفي (الإنجليزية)
- رالف لويس على موقع قاعدة بيانات برودواي على الإنترنت (الإنجليزية)
- رالف لويس على موقع قاعدة بيانات الأفلام السويدية (السويدية)
- رالف لويس على موقع قاعدة بيانات الفيلم (الإنجليزية)
- رالف لويس على موقع كينوبويسك (الروسية)